# Wapen van Kroatië

Wapen van Kroatië

Het huidige wapen van Kroatië is het onderscheidingskenmerk van de Kroatische vlag en bestaat uit één groot schild en vijf kleine schilden die samen een kroon boven het grote schild vormen. Het grote schild toont een rood-wit schaakbordpatroon dat bestaat uit dertien rode en twaalf zilveren (witte) velden. Het staat bekend als šahovnica ("schaakbord", van šah, Kroatisch voor "schaken"). De vijf kleinere schilden symboliseren de vijf regio's die samen Kroatië vormen. Het schaakbordpatroon weerspiegelt het uiterlijk van de kievitsbloem, die soms geassocieerd wordt met het wapen.

## Geschiedenis
Het rood-witte schaakbord is al sinds minstens de 10e eeuw een symbool van de Kroatische koningen, verschillend in aantal vakken van 3×3 tot 8×8, maar meestal 5×5 (zoals het huidige wapen). Traditioneel wordt aangenomen dat het wapen staat voor twee oude Kroatische stammen: de Rode Kroaten en de Witte Kroaten, maar er is geen algemeen geaccepteerd bewijs voor deze theorie.
Het oudste wapen van Kroatië (een zespuntige ster boven een maan, zoals in het linker van de kleine schilden die de kroon vormen), het wapen van Dalmatië (het middelste kleine wapen) en dat van Slavonië (het rechter kleine wapen) stonden evenals het schaakbordschild gedurende de hoge middeleeuwen symbool voor geheel Kroatië. Tegen de late middeleeuwen werd er steeds meer onderscheid gemaakt tussen de Oostenrijks-Hongaarse kroonlanden (kern-)Kroatië, Dalmatië en Slavonië, waarbij zij elk hun eigen wapen kregen en het schaakbordpatroon het totaal van de drie gebieden ging symboliseren.
Tegen het einde van de 19e eeuw werd het šahovnica algemeen gezien als het symbool van Kroatië en de Kroaten en in 1919 werd het opgenomen in het wapen van het Koninkrijk van Serven, Kroaten en Slovenen, dat later tot het Koninkrijk Joegoslavië hernoemd zou worden (hier links afgebeeld). Toen in 1939 het land werd ingedeeld in provincies, werd het schaakbordschild het provinciale symbool van de provincie Kroatië (die toen het grootste deel van het huidige Kroatië besloeg plus delen van Servië en Bosnië en Herzegovina).
De in de Tweede Wereldoorlog door de fascistische Ustašabeweging gecontroleerde Onafhankelijke Staat Kroatië plaatste het Ustašasymbool, de letter U, boven of om het rood-witte schaakbordschild. Na de Tweede Wereldoorlog werd Joegoslavië een federale staat, waarvan Kroatië een deelstaat werd. In het nieuwe Kroatische wapen kwam het schaakbordschild weer terug, maar nu in een typisch socialistisch ontwerp (afbeelding rechts). Gedurende de overgangsperiode van een socialistische deelstaat naar een meerpartijenstelsel aan het einde van de jaren 80 werd tot de aanname van het huidige wapen enkel het rood-witte schaakbordschild als wapen gebruikt.

## Het huidige ontwerp
Op 21 december 1990 nam de post-communistische regering van Kroatië een wet aan die het huidige wapen vastlegde. Het wapen is ontworpen door Miroslav Šutej, onder toezicht van een commissie die werd voorgezeten door Nikša Stančić, hoofd van de afdeling Kroatische geschiedenis aan de Universiteit van Zagreb.
Het ontwerp voegde de vijf schilden toe aan het schaakbordschild, om het schild een kroon te geven. De vijf schilden staan voor de vijf historische regio's van het land. Van links naar rechts:
1. het oudst bekende Kroatische wapenschild: een gouden zespuntige ster (staande voor de morgenster) boven een zilveren maan op een blauwe achtergrond. Het staat voor de hoofdstad Zagreb en Centraal-Kroatië in het algemeen;
2. een oud wapen van de Republiek Ragusa: twee rode banen op een donkerblauw schild. Het staat voor Dubrovnik en omgeving;
3. het wapen van Dalmatië: drie gouden gekroonde luipaarden op een blauw schild. Het staat voor de regio Dalmatië;
4. het wapen van Istrië: een gouden geit met horens en rode hoeven, op een donkerblauw veld;
5. het wapenschild van Slavonië: twee zilveren strepen op een blauw schild (die de rivieren Drava en Sava symboliseren; deze rivieren vormen de noordelijke en zuidelijke grens van Slavonië), tussen hen op een rood veld een zwarte rennende marter (kuna in het Kroatisch, tevens de naam van de nationale munt), boven een zespuntige gouden ster. Dit wapen werd officieel aan Slavonië verleend door koning Ladislaus Jagiello in 1496.

Traditionele kenners van de heraldiek wijzen erop dat enkele zaken in het wapen in strijd zijn met heraldische conventies. Zo is het toevoegen van een dergelijke kroon aan het schild niet gewenst — bovendien is een kroon een symbool voor een monarchie en niet voor een republiek. Daarnaast is het gebruik van verschillende kleuren blauw volgens hen in strijd met heraldische regels. De Kroatische regering heeft zich hun kritiek in zoverre aangerekend, dat provinciale wapens aan strenge heraldische voorschriften moeten voldoen.
In Kroatië ziet men het schild als het primaire nationale symbool, nog voor de nationale vlag. Dat komt enerzijds doordat het schild (of alleen een rood-wit schaakbordpatroon) uitermate geschikt is om voor allerlei grafische doeleinden gebruikt te worden. Zo komt het voor in de emblemen van Croatia Airlines en de Kroatische voetbalbond. Anderzijds gebruikt een aantal omringende landen eveneens de pan-Slavische kleuren rood, wit en blauw in hun vlaggen en zonder wapen lijkt de Kroatische vlag bovendien sterk op die van Nederland; het wapen is dus het primaire onderscheidingssymbool van Kroatië.